# PDK3
PDK3 (англ. Pyruvate dehydrogenase kinase 3) – білок, який кодується однойменним геном, розташованим у людей на X-хромосомі. Довжина поліпептидного ланцюга білка становить 406 амінокислот, а молекулярна маса — 46 939.
| 10         |  | 20         |  | 30         |  | 40         |  | 50         |
| ---------- |  | ---------- |  | ---------- |  | ---------- |  | ---------- |
| MRLFRWLLKQ |  | PVPKQIERYS |  | RFSPSPLSIK |  | QFLDFGRDNA |  | CEKTSYMFLR |
| KELPVRLANT |  | MREVNLLPDN |  | LLNRPSVGLV |  | QSWYMQSFLE |  | LLEYENKSPE |
| DPQVLDNFLQ |  | VLIKVRNRHN |  | DVVPTMAQGV |  | IEYKEKFGFD |  | PFISTNIQYF |
| LDRFYTNRIS |  | FRMLINQHTL |  | LFGGDTNPVH |  | PKHIGSIDPT |  | CNVADVVKDA |
| YETAKMLCEQ |  | YYLVAPELEV |  | EEFNAKAPDK |  | PIQVVYVPSH |  | LFHMLFELFK |
| NSMRATVELY |  | EDRKEGYPAV |  | KTLVTLGKED |  | LSIKISDLGG |  | GVPLRKIDRL |
| FNYMYSTAPR |  | PSLEPTRAAP |  | LAGFGYGLPI |  | SRLYARYFQG |  | DLKLYSMEGV |
| GTDAVIYLKA |  | LSSESFERLP |  | VFNKSAWRHY |  | KTTPEADDWS |  | NPSSEPRDAS |
| KYKAKQ     |  |            |  |            |  |            |  |            |

A: Аланін

C: Цистеїн

D: Аспарагінова кислота

E: Глутамінова кислота

F: Фенілаланін

G: Гліцин

H: Гістидин

I: Ізолейцин

K: Лізин

L: Лейцин

M: Метіонін

N: Аспарагін

P: Пролін

Q: Глутамін

R: Аргінін

S: Серин

T: Треонін

V: Валін

W: Триптофан

Кодований геном білок за функціями належить до трансфераз, кіназ. 
Задіяний у таких біологічних процесах, як вуглеводний обмін, обмін глюкози, альтернативний сплайсинг. 
Білок має сайт для зв'язування з АТФ, нуклеотидами. 
Локалізований у мітохондрії.